# Église Saints-Prim-et-Félicien de Saint-Prim
L'église Saints-Prim-et-Félicien est l'église paroissiale du village de Saint-Prim en Isère, qui a fait l'objet d'une création artistique du peintre Claude Rutault en 2004-2007. 

## Histoire
L'existence de l'église de Saint-Prim est attestée depuis le IXe siècle : un document du 30 avril 863 mentionne la cession de la paroisse de Saint-Prim à l'église Saint-Pierre de Vienne. Le chœur de l'église est d'époque romane. 
En 1849, la nef est restaurée dans un style néo-gothique, puis le clocher est construit quelques années plus tard. 
Des travaux de rénovation sont envisagés en 1997. La direction régionale des affaires culturelles propose un projet global de restauration avec l'artiste Claude Rutault, à qui une commande publique est passée par la commune et le Ministère de la culture en 2000. 
Les travaux sont menés de 2004 à 2007 et conduisent à une « recréation », à « une métamorphose par une création artistique ». L'architecture générale est simplifiée, l'ensemble de l'église est peinte (couleur de la terre de Saint-Prim jusqu'à deux mètres de hauteur, puis en blanc jusqu'au plafond), des stores de couleurs sont installés, un baptistère est creusé, du mobilier liturgique est créé (autel, tabernacle, sièges, ambon, croix). Les statues de style sulpicien sont regroupées sur un mur et drapées.
« Cette architecture/peinture est réchauffée ponctuellement par la lumière. Le choix du store en place et lieu du vitrail traditionnel découle de la volonté de renforcer l’exigence de spiritualité du lieu et de mes préoccupations en tant qu’artiste : comment être peintre aujourd’hui ? D’abord unifier les ouvertures en plaçant des vitres blanches d’un seul morceau, puis placer devant ces vitres qui accueillent la lumière extérieure, des stores de couleur (couleurs habituelles pour une église), objets mobiles qui permettent de moduler la couleur, de la projeter sur l’architecture en une infinité de nuances. on a pu remarquer que les feuilles des arbres qui inscrivent leur mouvement derrière la couleur, deviennent comme l’eau du baptistère, des éléments de vie qu’aucune anecdote imagée ne vient brouiller ».
L'église restaurée est inaugurée en 2007,.